# Marcus Furius Camillus (consul en 8)
Pour les articles homonymes, voir Marcus Furius Camillus.
Marcus Furius Camillus est un homme politique des débuts de l'Empire romain.

## Famille
Fils d'un Publius Furius (Crassipes?), il serait issue d'une des plus vieilles familles patriciennes de Rome, son cognomen Camillus nous renseigne d'une parenté, fictive ou réelle, avec le dictateur Camille.
De son mariage avec Livia Scriboniana, la fille de Marcus Livius Drusus Libo, il est le père de Livia Medullina qui est fiancée à Claude, prétendument à l'instigation de Tibère pour récompenser son ami loyal. Cependant, Livia meurt le jour de son mariage, en 9 ou 10. Il est aussi le père de Lucius Arruntius Camillus Scribonianus, consul en 32. Scribonianus est le premier instigateur d'un coup d'État majeur pendant le règne de Claude, alors qu'il est gouverneur de Dalmatie, en 42,.

## Biographie
Il est consul en l'an 8 et l'un des amis proches du futur empereur Tibère. 
En l'an 17, Furius est proconsul d'Afrique. Le numide Tacfarinas, qui a servi dans les troupes auxiliaires de l'armée romaine, rassemble autour lui de nombreux brigands, puis plus tard, il devient le meneur de la population musulame, les nomades qui vivent dans les zones désertiques à proximité du Sahara occidental. Il organise une armée pour faire des raids et tenter de détruire la domination romaine et attire à ses côtés les Maurétaniens dirigés par Mazippa. Le proconsul réunit la légion d'Afrique (Legio III Augusta) et les auxiliaires restés fidèles, et s'empresse de marcher contre Tacfarinas et ses alliés, sans renfort et en sous-nombre, de crainte que les rebelles refusent d'engager la bataille. Tacfarinas accepte le combat, mais il est nettement battu, Camillus obtenant les insignes du triomphe du Sénat à l'instigation de Tibère.